# E. G. D. Cohen
Ezechiel Godert David Cohen, zitiert als E.G.D. Cohen, (* 16. Januar 1923 in Amsterdam, Niederlande; † 24. September 2017) war ein US-amerikanischer theoretischer Physiker, der sich mit statistischer Physik beschäftigte.

## Leben und Wirken
Cohen studierte in Amsterdam, wo er 1957 bei Jan Hendrik de Boer promoviert wurde (On the theory of the liquid state) und Dozent war. Danach war er zwei Jahre als Postdoc in den USA an der University of Michigan in Ann Arbor bei George Uhlenbeck und Theodore H. Berlin. Ab 1963 war er Professor an der Rockefeller University in New York City, zuletzt als Professor Emeritus.
Cohen befasste sich unter anderem mit der Boltzmann-Gleichung und der kinetischen Theorie dichter Gase und Flüssigkeiten. Er zeigte in den 1960er Jahren mit J. Robert Dorfman, dass eine Erweiterung der Boltzmanngleichung auf Gase hoher Dichte als Potenzreihenentwicklung in der Dichte nicht möglich ist. Seine später experimentell bestätigte Vorhersage unvollständiger Phasenseparation von Flüssigem Helium bei tiefen Temperaturen führte zur Entwicklung eines neuen Kühlprinzips für sehr tiefe Temperaturen (Helium Dilution Refrigerator).
Ab den 1990er Jahren beschäftigte er sich u. a. mit Gitter-Gasen (wo er neue Arten der Diffusion entdeckte, die mit herkömmlichen Methoden nicht beschreibbar sind), neuen mikroskopischen Beschreibungsverfahren für die Dynamik von Nanoteilchen und stationären Nichtgleichgewichts-Zuständen von Flüssigkeiten (Zusammenhang der Transportkoeffizienten mit Lyapunov-Exponenten). Mit Christian Beck führte er 2003 die Superstatistik ein.
2004 erhielt er die Boltzmann-Medaille mit Eugene Stanley für seine (so die Preiswürdigung) fundamentalen Beiträge zur Statistischen Mechanik des Nichtgleichgewichts, insbesondere für eine Theorie der Transportphänomene in dichten Gasen und die Charakterisierung von stationären Zuständen im Nichtgleichgewichts-Fall sowie ihrer Fluktuationen. Cohen ist Ritter im Orden des Niederländischen Löwen.
Er ist Herausgeber einer Serie von Sammelbänden Fundamental Problems of Statistical Mechanics (6 Bände), die aus Sommerschulen in den Niederlanden ab 1951 hervorgingen.

## Einige Übersichtsartikel von Cohen
- Herausgeber Statistical mechanics at the turn of the decade, Dekker 1971 (Festschrift zum 70. Geburtstag von Uhlenbeck), darin sein Aufsatz: The generalization of the Boltzmann equation to higher densities
- mit Walter Thirring (Herausgeber) The Boltzmann Equation, Wien 1973
- The kinetic theory of dense gases, in Cohen (Herausgeber) Fundamental problems of statistical mechanics, Bd. 2, North Holland 1968
- Kinetic approach to non equilibrium phenomena, in Mehra The physicists concept of nature, Reidel 1973
- The kinetic theory of fluids- an introduction, Physics Today, Januar 1984
- Kinetic theory - understanding nature through collisions, American Journal of Physics, Bd. 60, 1993, S. 524